# Markthalle (Meaux)

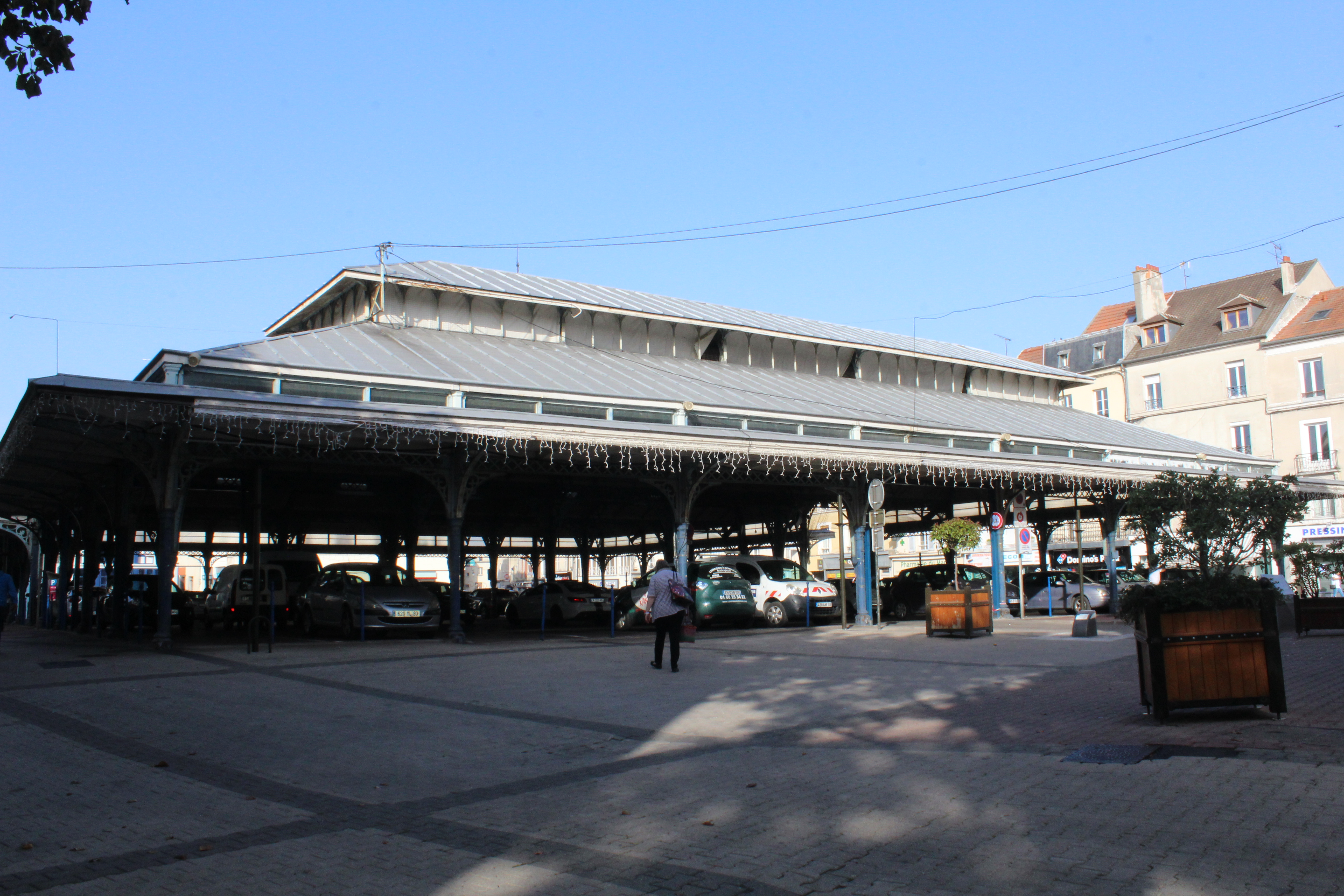
Markthalle in Meaux

Die Markthalle in Meaux, einer französischen Stadt im Département Seine-et-Marne in der Region Île-de-France, wurde 1879 errichtet. Die Markthalle nach Plänen des Architekten Miret an der Place du Marché wurde an der Stelle eines Vorgängerbaus aus dem Jahr 1771 errichtet. 
Sie besteht aus einer Metallkonstruktion mit 56 gusseisernen Trägern und einem Zinkdach, in das 20 Fenster integriert sind.   